# Fuente Palmera
Fuente Palmera – gmina w Hiszpanii, w prowincji Kordoba, w Andaluzji, o powierzchni 74,73 km². W 2011 roku gmina liczyła 11 076 mieszkańców.